# Pokolfalu
Pokolfalu (németül: Höll, horvátul: Paklišće) Németlövő-Csejke településrésze, egykor önálló község Ausztriában, Burgenland tartományban, a Felsőőri járásban, Felsőőrtől 32 km-re délkeletre, Szombathelytől 17 km-re délnyugatra a magyar határ mellett.

## Története
A falu első írásos említése 1221-ből származik abban az oklevélben, melyben a Ják nembeli István bán a pornói cisztercita apátságnak adományozza „Monyorokerek”, „Hettfehelly”, „Perwolff” és „Kölked” falvakat. A birtok határleírásában az adománylevél említi „Hül”, vagy „Hell” falut is, mely a mai Pokolfalunak felel meg.
A középkorban a Németújvári grófok birtoka volt. 1391-ben a Sárói család németújvári uradalmának része lett, majd a 15. században a sváb száramzású  Ellerbachoké, akik a monyorókeréki uradalmukhoz csatolták. Erdődy Bakócz Tamás érsek és kancellár  1499-ben, Ellerbach János halála után lett a falu birtokosa. 1517-ben unokaöccse Erdődy Péter lett a birtokos. 1529-ben és 1532-ben elpusztította a török, de újratelepítették. Az Erdődyek uralma 1556-ig tartott, amikor a Zrínyiek zálogbirtoka lett. 1616-tól a monyorókeréki uradalomban újra az Erdődyek a birtokosok. 1643 és 1773 között a pornói uradalom részeként a soproni jezsuitáké. Ezután az Esterházyaké és a Liechtensteineké, 1868-tól 1934-ig pedig a bajor hercegé volt.
Vályi András szerint „POKOL. Német falu Vas Vármegyében, földes Ura a’ Tudományi Kintstár, lakosai katolikusok, fekszik Alsó-Belédhez közel, mellynek filiája.”  
Fényes Elek szerint „Pokolfalu, Hölle, német f., Vas vmegyében, a pornói uradalomban, ut. p. Szombathely, 144 kath. lak.”  
Vas vármegye monográfiája szerint „Pokolfalu, apró község, összesen 21 házzal és 131 németajkú, r. kath. és ág. ev. vallású lakossal. Postája Pornó, távírója Szombathely. Birtokos Lajos bajor királyi herczeg.”
1920 előtt Vas vármegye Szombathelyi járásához tartozott.
1910-ben 125, túlnyomórészt német lakosa volt. 1921-ben Ausztria Burgenland tartományának része lett. 1971-óta Csejke, Németlövő, Abdalóc és Pósaszentkatalin falvakkal együtt Németlövő-Csejke (Deutsch Schützen-Eisenberg) községet alkotja.

## Külső hivatkozások
- Németlövő-Csejke hivatalos oldala
- Pokolfalu a dél-burgenlandi települések honlapján